# Paweł Włodkowic
Paweł Włodkowic z Brudzenia (lateinische Namensform Paulus Vladimiri; * um 1370 in Brudzeń bei Dobrzyń nad Wisłą; † nach dem 9. Oktober 1435 in Krakau) war ein polnischer Jurist, Schriftsteller und Diplomat.

## Leben
Paweł Włodkowic stammte aus dem Familienverband der Dołęga. Włodkowic ist nicht sein Nachname, sondern bedeutet so viel wie „Sohn des Włodko“ (Włodzimierz). Er studierte die Artes liberales und Rechtswissenschaften an der Karls-Universität Prag, die er 1393 abschloss. Er wurde 1401 zum Domherren in Plock ernannt. Paweł setzte seine juristische Ausbildung in den Jahren 1404–1408 in Padua fort. Nach seiner Rückkehr nach Polen promovierte er entweder 1411 oder 1412 im kanonischen Recht an der Krakauer Jagiellonen-Universität. Anschließend begann er dort mit seinen Lehrveranstaltungen. Er war bereits 1414 bis 1415 Rektor der Universität, ab 1418 wiederum Prorektor. Sein philosophisches Denken war stark geprägt von den Lehren Wilhelms von Ockham, Stanisławs von Skarbimierz und Matthäus von Krakau.
Im Mittelpunkt seiner juristischen Arbeit stand die Auseinandersetzung mit dem Deutschen Orden. Bereits 1413 war er als Gesandter seines Königs Władysław II. Jagiełło in Buda aufgetreten. Entscheidend war jedoch seine Rolle als polnischer Vertreter auf dem Konstanzer Konzil. Dort legte er die Schrift Tractatus de potestate papae et imperatoris respectu infidelium vor. In ihr erwies er sich als entschiedener Anhänger des Konziliarismus und sinnierte über das Kräfteverhältnis zwischen Kaiser und Papst. Außerdem griff er den Deutschen Orden wegen seiner Eroberungspolitik und der blutigen Heidenverfolgung in Litauen und im Preußenland scharf an. Er trug gegen Ende des Konzils zur offiziellen Verurteilung des Ordensjuristen Johannes von Falkenberg wegen dessen Angriffe auf Polen und seinen König bei. Die Prozesse gegen den Orden setzten sich auch nach dem Konzil fort, unter anderem in Breslau 1420, ohne dass es zu einer endgültigen Entscheidung des Streits kam. Włodkowic zog sich 1424 aus dem öffentlichen Leben zurück und wurde Pfarrer in Kłodawa.